# F.F. Tillisch
Frederik Ferdinand Tillisch (15. april 1801, Barsbøllegaard ved Haderslev – 16. februar 1889, København): Født på herregården Store Barsbøl ved Jels i Sønderjylland, søn af oberst Georg Frederik Tillisch og Augusta Elisabeth von Stemann, datter af statsminister Christian Ludwig von Stemann.

## Liv og gerning
Han blev 1820 student fra Herlufsholms Skole og 1824 cand.jur. 1825 og der efter i offentlig tjeneste som auditør i Rendsborg 1826-30. Derefter amtmand over Færøerne 1830-37, Ringkjøbing Amt 1837- 43 og stiftsamtmand i Aalborg Stift 1843-44. Herfra kaldtes han allerede næste år for at blive kabinetssekretær hos Christian VIII.
Han var en oprigtig dansk mand, men afgjort konservativ og derfor i skarp modsætning til det nationalliberale Ejder-parti, så at han fik udseende af at støtte slesvigholstenerne. Som kabinetssekretær havde han ikke ringe del i den skarpere optræden, som kongen i de følgende år viste over for de augustenborgske prinser og til fremme af det danske sprog i Nordslesvig. Han beholdt stillingen under Frederik VII og var således med i forhandlingerne om Martsministeriets dannelse. Efter våbenstilstanden juli 1849 blev han dansk medlem af det midlertidige tremandsstyre for Hertugdømmet Slesvig, og efter Freden i Berlin juli 1850 overordentlig regeringskommisær med enevældig myndighed. Han fjernede alle oprørske eller upålidelige personer og indsatte dansksindede embedsmænd i stedet, såvel i den egentlige forvaltning som i kirke og skole; desuden gav han det danske modersmål dets naturlige ret i undervisningen og som kirkesprog i hele Mellemslesvig, ved de så kaldte "Sprogreskripter", i virkeligheden kun en gennemførelse af, hvad Frederik VI havde påbudt i 1810, men ikke havde kunnet sætte igennem over sine tyske embedsmænds modstand.
Tillisch vandt derved en overordentlig folkeyndest i Danmark, men i det hele er det dog ikke ham selv, men hans medhjælper Regenburg, der må opfattes som den egentlige iværksætter af den slesvigske sprogreform. Også medvirkede han til toldgrænsens flytning fra Kongeåen til Ejderen. I marts 1851 ophørte hans overordentlige myndighed, men han blev nu Minister for Slesvig og til løn for sin virksomhed ridder af elefanten (allerede 1850 geheimekonferensråd). Som følge af den russiske regerings tryk måtte han juli 1851 afgive den nævnte ministerpost til sin svoger Bardenfleth og blive indenrigsminister, men udtrådte i januar 1852, da Helstatstanken genoptoges. Man ventede almindelig, at han ville stille sig i spidsen for oppositionen mod Ministeriet (han var september 1851 i Aalborg blevet valgt til Folketinget mod P.G. Bang); men skønt han erkendte, at den ny ordning stred mod "vore kæreste Forhaabninger", ville han dog ikke indlade sig derpå og nøjedes med at foreslå en dagsorden, som udtalte bekymring, i stedet for den mistillidserklæring, som kunne have fremkaldt et ministerskifte.
Snart forsonede hans konservative natur sig med den ny helstat; han billigede forslaget om toldgrænsens forlæggelse til Elben og ligeledes det kongelige budskab om arvefølgens ordning. Brudet med det nationalliberale parti blev fuldstændigt, da han januar 1853 afløste M.H. Rosenørn som kabinetssekretær, og endnu skarpere, da han 29. april 1854 indtrådte i Ministeriet Ørsted som indenrigsminister, netop som man håbede at se ham selv i spidsen for et andet mere frisindet. Over for Rigsdagen optrådte han oktober samme år med unødigt overmod; afgik i december tillige med de andre ministre og blev lige som de tiltalt for rigsretten, men frifundet i februar 1856. Samtidig valgtes han i Nørrejylland til Rigsrådet, hvor han hørte til den konservative helstatsopposition, men ikke spillede nogen fremragende rolle; han stemte både 1858 mod København’s søbefæstning og 1863 mod Novemberforfatningen.
1858—61 var han igen folketingsmand for en københavnsk kreds, dog uden at få Lejlighed til at gøre sig gældende. I 1859—64 Var han chef for Det kgl. Teater og endelig i juli 1864 indenrigsminister for 3. gang i Bluhme’s Ministerium indtil november 1865, men trådte her aldeles i skyggen for C.N. David som ministeriets ordfører i grundlovsforhandlingen.
Han var ikke den overlegne statsmand, som den offentlige mening en tid lang troede, han var, men han forstod under vanskelige forhold at røgte et vigtigt og ansvarsfuldt hverv med kraft og dygtighed samt i inderlig fædrelandskærlighed.
Ligeledes gjorde han udmærket fyldest i flere omfattende velgørenhedsarbejder (var siden 1862 stormester for selskabet "Kæden") og som administrator, var siden 1847 en af direktørerne for Det Classenske Fideicommis og har særlig fortjenesten af at have fremkaldt opførelsen af dets arbejderboliger på Frederiksberg.

## Hædersbevisninger
Tillisch blev ridder af Elefantordenen 1851.
Tillisch blev æresborger i Flensborg.